# برلی (نیوجرسی)
برلی (به انگلیسی: Burleigh) یک منطقهٔ مسکونی در ایالات متحده آمریکا است که در شهرستان کیپ می، نیوجرسی واقع شده‌است. برلی ۴٫۰۱۵ کیلومتر مربع مساحت و ۷۲۵ نفر جمعیت دارد و ۳ متر بالاتر از سطح دریا واقع شده‌است.